# Dorian Gray (Čekovská)
Dorian Gray je opera o třech dějstvích a šestnácti scénách slovenské skladatelky Ľubici (Malachovské) Čekovské (nar. 1975) na anglické libreto, které napsala kanadská spisovatelka Kate Pullingerová (nar. 1962) podle románu Oscara Wilda Obraz Doriana Graye. Poprvé byla uvedena 8. listopadu 2013 v historické budově Slovenského národního divadlav Bratislavě v rámci festivalu Světové dny hudby Mezinárodní společnosti pro soudobou hudbu a festivalu Melos–Étos.

## Vznik a charakteristika opery
Slovenská skladatelka Ľubica Čekovská vešla od počátku 21. století ve známost především svou hudbou pro divadlo a film, jakož i orchestrálními kompozicemi. Její první tvůrčí zkušeností s operou bylo podílení se na kolektivní opeře pěti skladatelů As Times Go By pro Státní operu v Hannoveru (2005). Roku 2009 získala Čekovská zakázku na celovečerní operu od Slovenského národního divadla (konkrétně od tehdejší ředitelky Silvie Hroncové). Byla to první a dosud (2021) jediná zakázka na operu od domácího skladatele pro hlavní scénu SND od osamostatnění Slovenské republiky.
Na myšlenku zhudebnít Wildeův Obraz Doriana Graye přivedla Čekovskou jej tchyně Marta Malachovská. Do spojení s kanadskou spisovatelkou Kate Pullingerovou – mj. autorkou námětu filmu Piano – ji dalo nakladatelství Bärenreiter, s nímž má Čekovská dlouhodobou smlouvu. Pullingerová libreto na (již mnohokrát zhudebněný) Wildeův námět napsala v letech 2009–2010; v posledních fázích k němu radami přispěl známý operní režisér David Pountney. Libreto je dramaticky dobře stavěné, střídají se v něm scény z prostředí společenské smetánky se scénami z velkoměstského podsvětí, což podtrhující dualismus mezi dobrem a zlem, ošklivostí a krásou, světlem a temnotou, bohatstvím a chudobou atd., který je podle Pullingerové hlavním tématem příběhu. Jazykově je stručné a věcné a člení se na dialogy s rychlým spádem a delší monology postav, dávající prostor pro árie. Děj sleduje epizodicky v hlavních rysech Wildeovu knihu, ve scénách z podsvětí je explicitnější, relativně větší úlohu než u Wilda zde má Dorianův přítel Alan Campbell. Čekovské Doriana Graye lze jednoznačně zařadit do žánru „literární opery“.
Recenzent Bachtrack Frank Kuznik psal: „I když není disonantní, je [Čekovské] slovník v Dorianu Grayovi neomylně moderní, se stěží dvěma takty souvislé melodie. Mihotavé chvění, hrozivé lesní rohy, vířící dřevěné nástroje a kaskády zvuku připravující na pokřivené, horečné výšky pohánějí mocné psychologické drama o světě spějícím ke zkáze, zlověstné místo napětí a nepokoje.“ George Loomis v The New York Times střízlivěji označil Čekovské hudební jazyk jako „snadno pochopitelný, mírně disonantní“, v němž napětí udržují „vytrvalé údery bubnů, neodbytné rytmy, dmoucí se akordy“, ale který je „místy poněkud krotký pro Wildův mrazivý příběh“. Helena Havlíková v Hudebních rozhledech shrnuje charakteristiku hudby Doriana Graye takto: „Čekovská nepohrdá prověřenými operními postupy, áriemi nebo ansámbly, střídá dramatické situace v melodizovaných recitativech s úvahami ve zpěvních číslech, dokáže hudebně výstižně charakterizovat situace.“ Podobně Boris Michael Gruh v Magazin Klassik: „Orientuje se méně na vídeňské mistry atonální moderny a pokouší se jít vlastní cestou, která se nevyhýbá melodice a použití tradičních operních forem,“ nebo Pavel Unger v Opera Plus: Čekovská pracuje se „slovníkem vůbec ne hypermoderním, vyhýbajícím se prvoplánovým disonancím a experimentování se zvukem“. Týž recenzent Čekovské vyčítal „deficit emocionálnosti“ a chybějící „schopnost kreslení svižného dramatického oblouku a zkratkovitosti“. Někteří recenzenti opeře vytýkali jistou jednotvárnost; podle jinak příznivého názoru Terézie Ursínyové v Opera Slovakia „by [skladatelka] mohla více dbát na kontrasty […], nevyhrocovat většinu hudebního proudu „na ostří nože“, dát větší prostor meditativně-melodické, dynamicky rafinované hudbě“. Recenzent Divadelních novin Josef Herman kritizoval údajnou přílišnou uhlazenost hudebního stylu: „Nejvíc mi však na Čekovské opeře vadí přemíra hrané ušlechtilosti, nepředvádí postavy, ale bronzové statue! Z nepřerývaného plynutí přeslazené hudby se mi v závěru představení udělalo až fyzicky nevolno – to když autorka nevěděla, jak operu ukončit a jak s těmi přeušlechtilými tóny přestat.“
Čekovská v Dorianu Grayovi využívá všech možností orchestru a recenze se shodují na jejích instrumentačních schopnostech – například Pavol Smolík v revue Impulz: „Skladatelka je evidentně výborně připravená – pokud jde o „kompoziční řemeslo“ – a v díle se brilantně pohybuje na hranici rozšířené tonality, atonality a modality, ale mistrovsky vytváří i složité metrorytmické struktury.“ Podle hudební vědkyně Alžbety Lukáčové „[f]aktura orchestru je řešena nástrojovou koloristikou a metrorytmickou variabilitou. Spojuje barevnost orchestru jako celku se specifickými výrazovými možnostmi jednotlivých nástrojů i prostřednictvím netradičních zvuků.“ Michaela Mojžišová v deníku SME o této opeře soudila, že „[z]ejména v orchestrální složce je instrumentačně a melodicky propracovaná a pestrá.“ Obdobně obdivně se vyjadřovala Sabine Weberová v KlassikInfo.de, např.: „Zvukové hmoty odpoutává tak dokonale, jak je umí i uspořádat, nebo komorním způsobem vyzdvihnout a zaostřit jednotlivé nástroje.“ Méně příznivého ocenění se dočkalo Čekovské zacházení s lidským hlasem a vůbec zpěvní složka opery. Podle Pavla Ungera je Čekovská „zatím více instrumentálně než vokálně cítící umělkyní“. Recenzent Frank Kuznik psal: „[…] psaní pro hlasy není příliš silné. Velká část dialogů je mluvena spíše než zpívána a zpěvní linie se často zdají napjaté, což nepřekvapuje u první opery, natož v angličtině.“ Josef Herman označil vokální stránku za „mechanickou a docela protivnou odrůdou velmi melodizované deklamace – zpívá se stále stejně nezúčastněně v opakovaných obratech, jedno, jestli postava informuje, že jí ujede vlak, nebo se chystá vraždit.“ Rovněž podle Michaely Mojžišové projevuje Čekovská ve vokální složce méně invence než v orchestrální. „Zejména ukončování frází na nejvyšším tónu působí stereotypně.“ Oproti tomu Frieder Reininghaus z neue musikzeitung míní, že zpěvní linie jsou „velmi dobře zpívatelné“, a Marie-Louise Maintzová tvrdí, že „krása hlasu a vokální linka jsou těžištěm [Čekovské] díla“.
Originálním prvkem je ztvárnění Dorianova obrazu. Čekovská říkala: „Od prvního okamžiku jsem věděla, že obraz nebude jen vizuální věcí, ale hudební.“ Hudebně ho zpodobňuje andělsky znějící osmičlenný chlapecký sbor (mimo scénu) z nahrávky, jehož zpěv je v průběhu děje postupně elektronicky deformován, aby navodil ideu degenerace obrazu (motiv se ozve celkem desetkrát). Čekovská o tom řekla: „Tato melodická linka je emblémem celé opery, ve které pro mne je zpěvnost a komunikace mezi hlasem a orchestrem zvláště důležitá.“
Čekovská se již dříve netajila svými vzory mezi skladateli především z poloviny 20. století, jejichž ohlasy lze v hudbě Doriana Graye nalézt. Recenzenti nalézali nejvýraznějšími ohlasy jednak anglickojazyčných skladatelů, zejména Benjamina Brittena, popřípadě Giana Carla Menottiho, ale též Leoše Janáčka a Dmitrije Šostakoviče, v rytmické složce pak i Čekovské londýnského učitele Thomase Adèse. Podle Josefa Hermana Čekovská „neusiluje o originalitu svého hudebního jazyka, trochu postmoderně napodobuje známé vzory“; Pavol Smolík naopak míní, že „dílo [Dorian Gray] vůbec není eklektické, ale navýsost originální“.
V posudcích recenzentů převažovala jednoznačná chvála libreta i hudebního nastudování dirigenta Christopha Warda, naopak rozpaky nad málo invenční režií Nicoly Raabové, scénou Anne Marie Legensteinové a kostýmy Alix Burgstallerové.
Dorian Gray je první opera ženy-skladatelky, která byla na Slovensku na profesionálním jevišti hrána. Na repertoáru Slovenského národního divadla zůstala do roku 2015, kdy s ní toto divadlo rovněž hostovalo v Praze při příležitosti festivalu Pražské jaro. Podle jednoho z představitelů, Aleše Jenise, zde došla i příznivějšího diváckého přijetí než na Slovensku.
Ještě před samotnou operou Dorian Gray měla 12. června 2011 v Rakousku premiéru orchestrální suita z opery.
Čekovská vyjádřila touhu uskutečnit novou inscenaci Doriana Graye s jiným režijním pojetím, to se však zatím neuskutečnilo. Její následující komická opera Impresario Dotcom na italské libreto měla po několika odkladech premiéru rou 2020 v Bregenzu.

## Osoby a první obsazení
| osoba                         | hlasový obor     | premiéra (8. 11. 2013)                  | hostování v Praze (19. 5. 2015)         |
| ----------------------------- | ---------------- | --------------------------------------- | --------------------------------------- |
| Sibyl Vaneová (Sibyl Vane)    | soprán           | Katarína Juhásová-Štúrová               | Helena Becse-Szabó                      |
| Paní Leafová (Mrs Leaf)       | mezzosoprán      | Terézia Kružliaková                     | Terézia Kružliaková                     |
| Bordelmamá (Brothel Madam)    | mezzosoprán      | Denisa Hamarová                         | Denisa Šlepkovská                       |
| Dorian                        | tenor            | Eric Fenell                             | Eamonn Mulhall                          |
| Alan Campbell                 | tenor            | Martin Gyimesi                          | Martin Gyimesi                          |
| James                         | baryton          | František Ďuriač                        | Ján Ďurčo                               |
| Basil                         | basbaryton       | Martin Malachovský                      | Martin Malachovský                      |
| Lord Henry                    | baryton          | Pavol Remenár                           | Aleš Jenis                              |
| Hlasy obrazu : chlapecký sbor |                  |                                         |                                         |
| Dirigent:                     | Dirigent:        | Christopher Ward                        | Christopher Ward                        |
| Režie:                        | Režie:           | Nicola Raab                             | Nicola Raab                             |
| Scéna a kostýmy:              | Scéna a kostýmy: | Anne Marie Legenstein, Alix Burgstaller | Anne Marie Legenstein, Alix Burgstaller |

## Děj opery

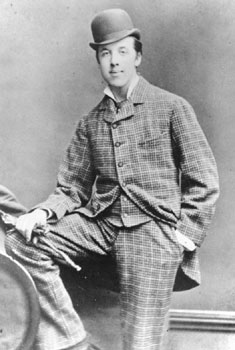
Oscar Wilde, fotografie z roku 1876

Odehrává se v Londýně na sklonku 19. století.

### 1. dějství
(1. obraz – Ateliér Basila Hallwarda) Elegán a hedonistický filozof lord Henry navštívil ateliér svého přítele, malíře Basila Hallwarda. Zaujme ho portrét krásného mladíka, který Basil právě maluje; je jím Basilův přítel Dorian Gray. Ten za chvíli přichází, a zatímco Basil podobiznu dokončuje, diskutuje Dorian s lordem Henrym. Ten mu přednáší své životní krédo o smyslnosti a kráse jako léčbě pro duši a duši jako léku pro smysly. – Dorian si prohlíží dokončený obraz a uvědomuje si, že on na rozdíl od obrazu zestárne a Basilem zachycená podoba pomine; obraz Dorianovi zůstane jen jako hořká připomínka ztracené krásy a mládí. V tomto záchvatu úzkosti vyjadřuje Dorian přání, aby si směl své mládí a podobu zachovat, třebas by za to měl zaplatit svou duší. Odnáší si portrét domů.
(2 obraz – Divadlo) Dorian navštíví předměstské divadlo a zamiluje se do krásné a talentované herečky Sibyl Vaneové. Naivní dívka je krásným mladíkem z vyšší společnosti okouzlena, nikoli však její bratr, námořník James. Ten tuší v Dorianovi bezcitného svůdce a varuje ho před svou pomstou, pokud se Sibyl něco přihodí. Lord Henry cynicky komentuje Dorianovo milostné poblouznění a znejistělý Dorian Sibyl po jejím uměleckém neúspěchu – způsobeném Dorianovo přítomností – s posměškem zavrhuje. Později mu lord Henry přinese zprávu, že Sibyl spáchala sebevraždu. Dorian si to vyčítá, ale lord Henry hladkými argumenty svého nepříliš bystrého přítele přesvědčí, že to není jeho vina. Jenže Dorianův obraz se změní: jeho tvář teď nese cynický úšklebek.

### 2. dějství
(1. obraz – Dorianův honosně zařízený dům v Londýně, o osmnáct let později) Dorianova hospodyně paní Leafová uvádí do domu na pikantní večírek lorda Henryho. Oba mezitím zestárli a komentují, že Dorian si jediný zachoval svůj mladistvý vzhled. Dorian Henryho vítá stejně jako další přátele, včetně mladého vědce Alana Campbella, který zásobuje Dorianovy zábavy kuriozitami a překvapeními. Tentokrát je to turecký chlapec, který hostům vesměs mužského pohlaví tančí smyslný orientální tanec.
(2. obraz – Londýnský nevěstinec) Ve vykřičeném londýnském podniku jsou mezi hosty Dorian a lord Henry. Jejich úlohy se pomalu obrátily – to Dorian je ve svém živlu, nechává se obsluhovat a flirtuje s bordelmamá. Ta sice vnímá jeho kouzlo, ale zároveň ji něco odpuzuje a ze zkušenosti Doriana varuje, že si jednou pro jeho duši přijde čert. Vyhlašuje se dražba lehkých mužů a žen na dnešní noc. Pomalu zhnusený lord Henry chce učinit alespoň malý dobrý skutek a alespoň na chvíli zaměstnance osvobodit – proto se zapojuje do přihazování nabídek. Avšak Dorian jeho pochybně počestný úmysl zmaří tím, že ho v dražbě přeplatí.
(3. obraz – Dorianův dům) I Basil zestárl. Opouští Londýn a odjíždí za prací do Paříže, ale před odchodem navštíví svého dávno odcizelého přítele Doriana. Chce se dozvědět, co je pravdy na tom, že Dorian se stal prostopášníkem a záměrně přivádí lidi k rozmařilosti a ke zkáze, a také chce ještě jednou vidět Dorianův portrét, který považuje za své životní dílo. Dorian je Basilovými výčitkami rozzloben a zdráhá se mu obraz ukázat, nakonec ho však dovede na půdu, kde podobiznu ukrývá, a strhne z ní plátno. Na obraze je předčasně zestárlý, vyžilý, odpudivý muž. Zděšená Basil se dovtípí Dorianova tajemství a Dorian ho ve strachu z odhalení zabije. Pak hledá pomoc u Alana Campbella, po kterém chce, aby Basilovu mrtvolu z Dorianova domu beze stopy odstranil. Alan se zpěčuje, ale Dorian na něj má kompromitující materiály a Alan je přinucen spolupracovat.

### 3. dějství
(1. obraz – Přístavní nevěstinec) Doriana ženou výčitky svědomí a snaha po zapomnění – když už napravení špatných skutků není možné – z místa na místo. Popíjí v přístavním nevěstinci, kde ho najde a zaútočí na něj James Vane, který se chce pomstít svůdci své sestry. Dorian se brání, že se James musí mýlit – vždyť Sibyl je mrtva už osmnáct let, zatímco Dorianovi je očividně stěží dvacet. James uznává svůj omyl a omlouvá se. Zato majitelka nevěstince Dorianovi nevěří – podle ní se zaprodal ďáblovi a Sibyl byla jen první z jeho četných obětí.
(2. obraz – Dorianův dům) Dorian zahání svou úzkost ve svém domě s mnohem pokleslejší společností, než kdysi, ale duchové minulosti ho pronásledují. Připomíná si cynické průpovídky lorda Henryho, v najaté zpěvačce se mu zdá, že vidí Sibyl, a navíc přichází zpráva o sebevraždě Alana Campbella. Proto také, když zahlédne z okna Jamese Vanea, zdá se mu, že se blíží jeho poslední hodina. Bezprostřední nebezpeční pro Doriana je zažehnáno: Jamese porazí na ulici kočár dříve, než dorazí k Dorianovu domu, a dovnitř je přineseno už jen jeho mrtvé tělo. Dorian posílá všechny pryč a sahá k poslednímu zoufalému prostředku, jak prokletí uniknout. Odhaluje svůj portrét a probodne ho nožem, aby to vše zlé a ohavné, které je na něm zachyceno, zničil. Vzápětí padá sám mrtev. Paní Leafová nalézá obraz v plné kráse a před ním mrtvolu neznámého starého muže.

## Instrumentace
Dvě flétny (jedna současně pikola), dva hoboje (jeden současně anglický roh), dva klarinety (jeden současně basklarinet), dva fagoty (jeden současně kontrafagot); čtyři lesní rohy, tři trubky, tři pozouny, tuba; tympány, harfa, celesta, bicí souprava; smyčcové nástroje (housle, violy, violoncella, kontrabasy).